# Clethra peruviana
Clethra peruviana är en tvåhjärtbladig växtart som beskrevs av Szyszyl. Clethra peruviana ingår i släktet Clethra och familjen Clethraceae. Inga underarter finns listade i Catalogue of Life.